# 五一水库 (九台)
五一水库是中国吉林省长春市九台市境内的一座水库，位于饮马河支流务开河上，建于1969年。水库正常库容为1464万立方米，集雨面积为163平方千米，海拔为215.5米。